# Jordi Codina
Jordi Codina Rodríguez (Barcellona, 27 aprile 1982) è un allenatore di calcio ed ex calciatore spagnolo, di ruolo portiere, preparatore dei portieri del Real M. Castilla.

## Carriera
È un prodotto del settore giovanile del Real Madrid, ma è arrivato nella squadra B delle Merengues dalle giovanili dell'RCD Espanyol di Barcellona solo nel 2002. Dopo la partenza di Carlos Sánchez e David Cobeño diventa la prima scelta della squadra riserve, davanti a Antonio Adán e Kiko Casilla, ed indossa qualche volta anche la fascia di capitano.
Ha debuttato nella Segunda División nella stagione 2005-2006, contro lo Sporting de Gijón. Nell'ultimo dei cinque anni nella squadra B, disputa 35 gare su 38, per un totale di 3150 minuti.
All'inizio della stagione 2007-2008 viene promosso nella prima squadra del Real come terzo portiere, dietro a Iker Casillas e Jerzy Dudek. L'11 maggio 2008, con il Real ormai campione della Primera División, debutta nella vittoria 5-2 sul Levante UD, giocando l'intera gara.
Il 29 giugno 2009 viene acquistato dal Getafe. Il 3 giugno 2015 la società iberica annuncia che non rinnoverà il contratto in scadenza del portiere, l'11 giugno viene ufficializzato il suo passaggio ai ciprioti dell'APOEL Nicosia.

## Palmarès
- Campionato spagnolo: 1

Real Madrid: 2007-2008
- Supercoppa di Spagna: 1

Real Madrid: 2008